# Serra de Peranera
La Serra de Peranera és una serra de l'Alta Ribagorça de l'antic terme de Malpàs, actualment integrat, des del 1970, en el municipi actual del Pont de Suert.